# 奈傑爾·提爾
奈傑爾·G·提爾（Nigel G. Tier，1958年10月3日—），是一名已退役前英格蘭男子羽球運動員。
1984年，奈傑爾·提爾與吉莉安·高爾斯一起獲得全英羽球公開賽混合雙打亞軍，僅輸給同胞組合馬丁·杜、吉莉安·吉爾克斯。1985年，兩人獲得世界羽球錦標賽銅牌。他曾在波蘭羽球國際賽、加拿大羽球公開賽、法國羽球公開賽、蘇格蘭羽球公開賽、丹麥羽球公開賽和捷克斯洛伐克羽球國際賽中獲勝。